# António de Oliveira Salazar
António de Oliveira Salazar (Vimieiro, 28 april 1889 – Lissabon, 27 juli 1970) was tussen 1932 en 1968 de minister-president van Portugal. Hij gaf leiding aan het autoritaire bewind van de Estado Novo.

## Biografie

### Periode 1889-1939

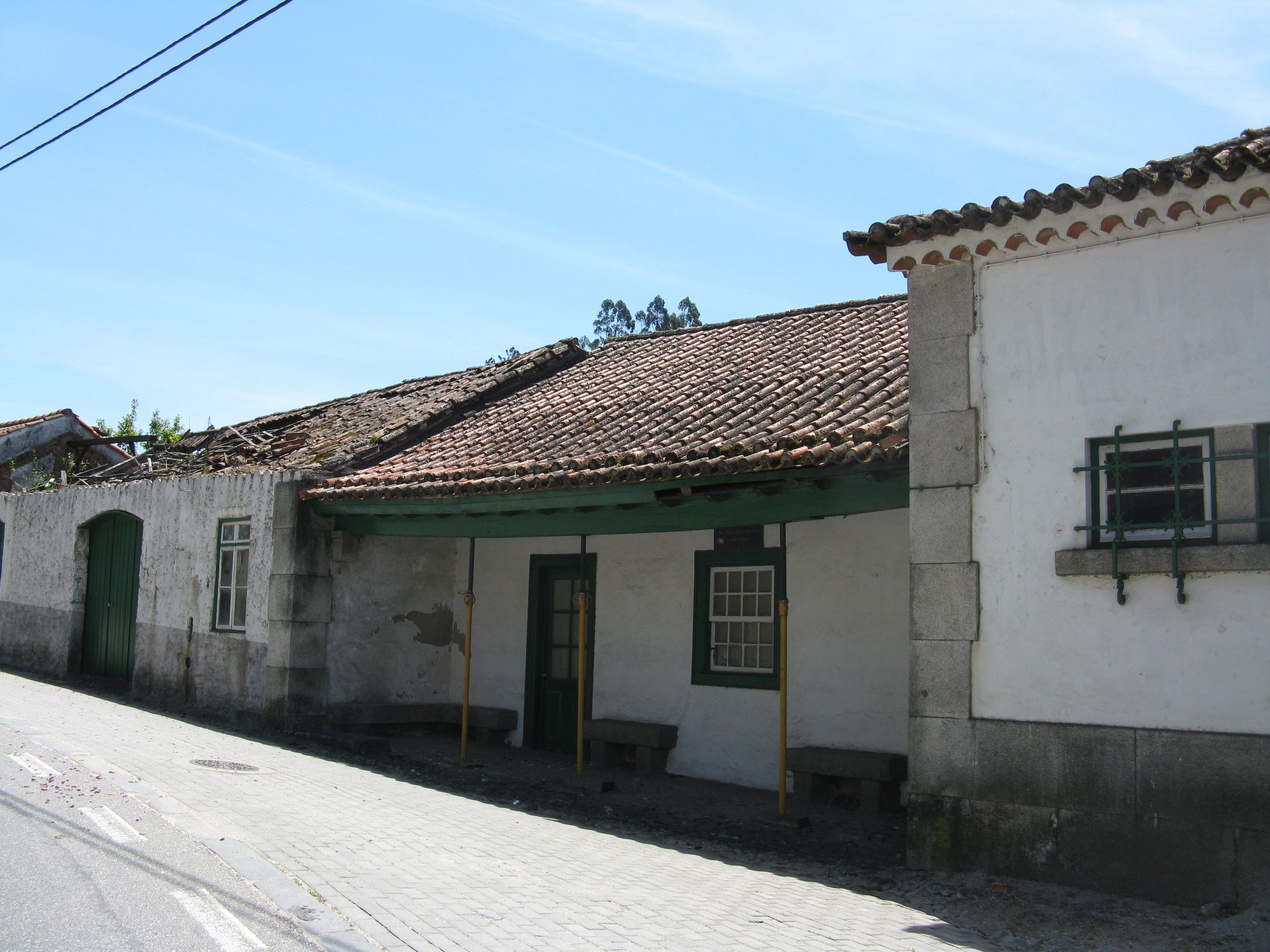
Geboortehuis van Salazar

Salazar werd geboren op 28 april 1889 in het dorp Vimieiro, in de gemeente Santa Comba Dão, district Viseu. Hoewel hij afkomstig was uit een arm gezin, kon de leergierige Salazar toch studeren en promoveerde hij in de rechtsgeleerdheid. In 1921 richtte hij de Katholieke Centrumpartij op en was hij gedurende korte tijd lid van de volksvertegenwoordiging. Het parlementaire stelsel bevredigde hem echter niet. Daarna was hij hoogleraar en werd financieel expert. In 1926 werd hij door de militaire regering van generaals tot minister van Financiën benoemd om een einde te maken aan de slechte financiële toestand in Portugal. Na onenigheid met collega's en de weigering van de regering om hem volmachten te geven, trad hij af. In april 1928, toen Portugal vrijwel bankroet was, werd hij opnieuw minister van Financiën, nu met volmachten. Hij voerde een programma van drastische bezuiniging door en bleef minister van Financiën tot 1940.
In 1932 werd Salazar tevens minister-president. Een jaar later voerde hij een nieuwe grondwet in. De politiek van Salazar was een mengeling van katholiek corporatisme en autoritarisme. In 1934 sloeg hij een gezamenlijke fascistische (nationaal-syndicalistische) en links-marxistische coup tegen zijn regering af. Sindsdien was ook de fascistische Nationaal-Syndicalistische Partij verboden. Van 1936 tot 1944 was hij ook minister van Oorlog en daarnaast, van 1936 tot 1947, minister van Buitenlandse Zaken.
Politieke ideologieën zoals liberalisme, socialisme, fascisme en het uit Spanje overgewaaide anarchistisch syndicalisme werden onderdrukt. Hetzelfde gold voor de communistische beweging. De arbeiders en de werkgevers moesten in harmonie hun problemen oplossen in corporatistische vakorganisaties. In Portugal stonden de merendeels katholieke arbeiders ideologisch positief tegenover het corporatisme. Tijdens de Spaanse Burgeroorlog (1936-1939) verleende Portugal diensten aan Franco. Na de overwinning van Franco sloten Spanje en Portugal het Iberisch Pact, dat de vrede in Zuidwest-Europa moest garanderen door neutraliteit en dat de Portugees-Spaanse alliantie moest versterken.

### Periode 1940-1970

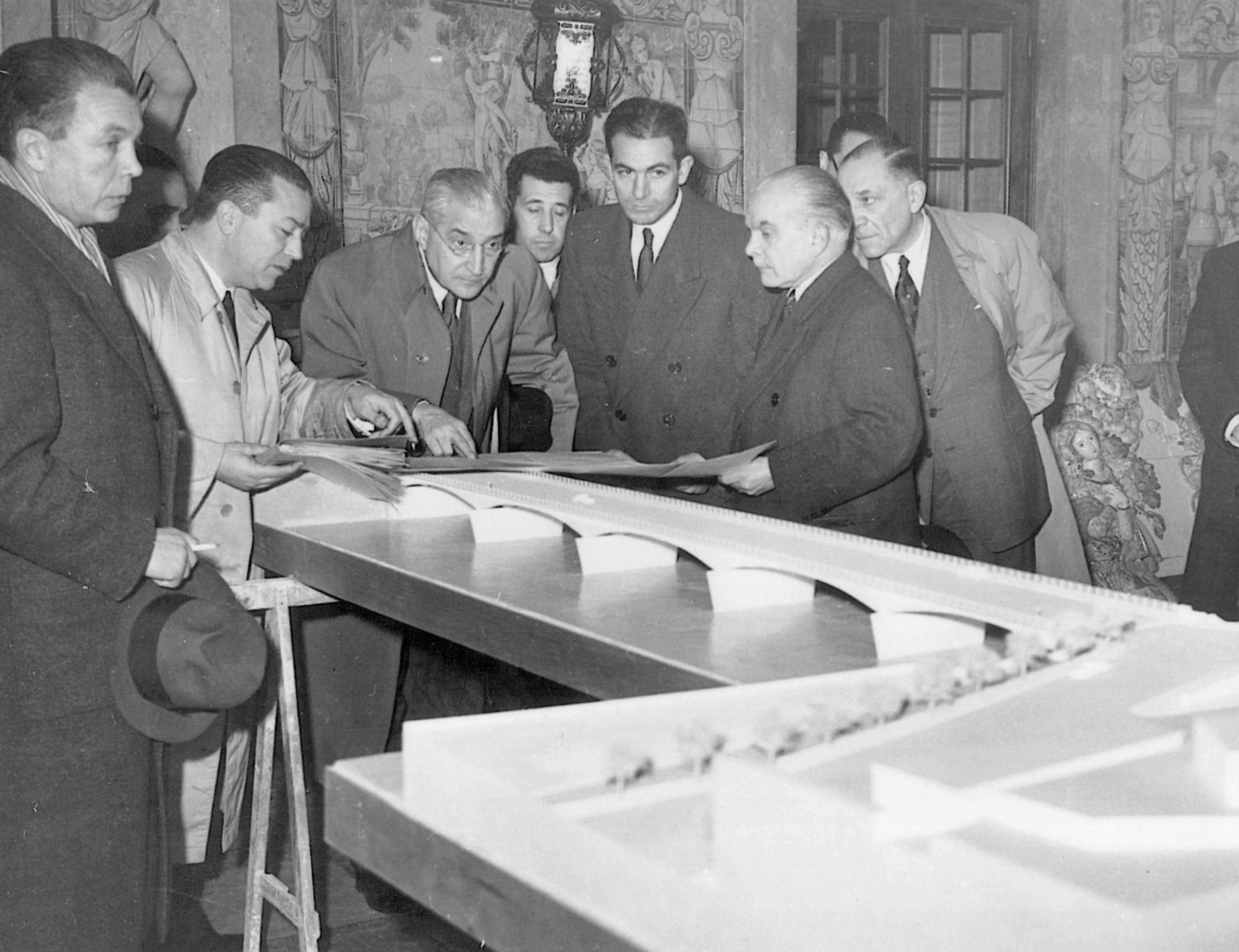
Salazar observeert de maquette van Edgar Cardoso voor de Santa Clara-brug in Coimbra, circa 1954

Tijdens de Tweede Wereldoorlog bleef Salazar strikt neutraal. Hij drong ook herhaaldelijk bij de Spaanse falange aan op het behouden van de neutraliteit. Ondanks een zeker autoritair karakter van zijn regime, stond hij de westelijke geallieerden toe om militaire bases in te richten op de Azoren. Tijdens de oorlog bood Salazars Portugal gastvrijheid aan vervolgde joden en politieke vluchtelingen uit de gebieden onder de asmogendheden; na de oorlog vluchtten Kroatische en Duitse officieren via Lissabon naar Zuid-Amerika.
Salazar werd na de oorlog door de westerse landen gezien als een bondgenoot in de strijd tegen het communisme. De na de oorlog gehouden halfvrije verkiezingen werden door zijn Nationale Unie, de eenheidsbeweging van Portugal, gewonnen.
Na het overlijden van de Portugese president generaal Carmona, was Salazar van 18 april tot 21 juli 1951 waarnemend staatshoofd.
Hoewel de Verenigde Staten na afloop van de Tweede Wereldoorlog aanstuurden op algehele ontmanteling van de koloniale rijken van hun Europese partners, wist Portugal daar aanvankelijk aan te ontkomen. In de jaren zestig ontstond namelijk een politiek vacuüm in Afrika. Het ene postkoloniale bewind na het andere kwam ten val, vaak met als gevolg een vergrote Russische invloed. Amerika was beducht dat Moskou heel Afrika, met al zijn natuurlijke rijkdommen zou gaan beheersen en ging in zee met onder andere Zuid-Afrika, alle apartheid ten spijt. De Portugese kolonies Angola en Mozambique waren zeer strategisch gelegen in dit krachtenveld en konden zeker op Zuid-Afrikaanse en -wat minder openlijk- op Amerikaanse steun rekenen.
Door zijn kolonialisme raakte de regering van Salazar toch deels in een internationaal isolement. De nog in de kinderschoenen staande Europese Gemeenschap moest niets van het ondemocratische en kolonialistische bewind hebben. Er was veel steun voor de bevrijdingsbewegingen, niet alleen uit het Oostblok voor bijvoorbeeld de MPLA van Agostinho Neto, maar ook door het Westen, via Mobutu Sese Seko in Zaïre, voor de FLNA van Holden Roberto. De strijd tegen de opstandelingen in Afrika werd voor Portugal steeds moeilijker, waardoor ook de economie tot stilstand kwam. In 1968 werd de inmiddels zieke Salazar om gezondheidsredenen vervangen door Marcello Caetano, zonder dat hij daarvan op de hoogte werd gesteld. Hij werd in de waan gelaten nog steeds premier te zijn. Er kwam steeds meer door buitenlandse sociaaldemocratische partijen gesteund verzet tegen het regime van Salazar. Er was ook een actieve Communistische Partij die bij latere verkiezingen een aanzienlijke aanhang bleek te hebben (10%) en door het Oostblok gesteund werd. Portugal was een strategisch belangrijk NAVO-land en de Sovjet-Unie had er alle belang bij daar middels een revolutie een pro-Oostblok staat van te maken. Salazar bleef echter onverminderd populair onder met name de boeren en katholieke middenstand van Portugal. Er was vanouds erkentelijkheid dat Salazar het land neutraal had weten te houden, maar wel groeiende onvrede over de oorlogen in Afrika waarin talrijke dienstplichtigen sneuvelden.

## Na zijn dood
Het door buitenlandse mogendheden gesteunde politieke verzet tegen de partij van Salazar leidde op 25 april 1974 - vier jaar na de dood van Salazar - tot de linkse Anjerrevolutie onder leiding van de Beweging der Strijdkrachten (MFA). De omwenteling verliep zonder bloedvergieten en maakte een einde aan de Estado Novo. Er begon een onzekere periode van touwtrekken over de politieke toekomst van het land die een jaar duurde en eindigde in een democratisch bewind waarbij de sociaaldemocraten, geleid door Mário Soares, aan de macht kwamen.
Salazar blijft nog populair onder een deel van de Portugese bevolking, zeker in zijn geboorteplaats Santa Comba Dão. In deze gemeente bestaat nog een plein naar zijn naam. Ook is de straat waar zijn geboortehuis staat, in het dorp Vimieiro, naar hem vernoemd. Er zijn overigens nog steeds in meerdere Portugese steden straten vernoemd naar de ex-premier.
In maart 2007 werd Salazar tijdens de door de Portugese Radio en Televisie georganiseerde verkiezingen van de 'Grootste Portugees aller tijden' met 41,0% tot nummer één en winnaar gekozen.
In 2012 heeft de toenmalige burgemeester van Santa Comba Dão tevergeefs geprobeerd een lokale wijn te laten registreren onder de naam 'Herinneringen aan Salazar'.
In augustus 2019 is, na jaren discussie, een begin gemaakt met het realiseren van een studiecentrum over de Estado Novo, het tijdperk waarin Salazar heerste in Portugal. Het centrum gaat de officiële naam krijgen van  Centro Interpretativo do Estado Novo, "Centrum voor de Analyse van de Estado Novo". De functie van het centrum is, volgens burgemeester Leonel Gouveia, het bestuderen van de geschiedenis van de Eerste Republiek en van de Estado Novo, ter verdieping van de democratie en voor de bestudering van de rol van de regio (Centrum Portugal) in de politieke geschiedenis van de twintigste eeuw.
Tegenstanders noemen het initiatief een poging om een 'Salazar museum' op te richten, dat als bedevaartsoord kan gaan functioneren voor diegenen die terugverlangen naar Salazar, de Estado Novo en al haar vermeende voordelen boven de huidige staat. Ook de socialistische meerderheid in het Portugese parlement heeft in september 2019 zijn afkeuring uitgesproken over het idee. Het parlement was van mening dat het initiatief "een belediging zou zijn voor de slachtoffers van de dictatuur".
Het centrum zal worden gevestigd in de vroegere lagere school van Vimieiro, de Escola Cantina Salazar, op een steenworp van het geboortehuis van Salazar. Het gebouw, dat in 1940 geopend werd als school, was lang in onbruik. De tuin rondom het gebouw werd in 2019 gebruikt voor de opvang van verwaarloosde honden. Intussen is de verbouwing van de oude school begonnen (november 2019).

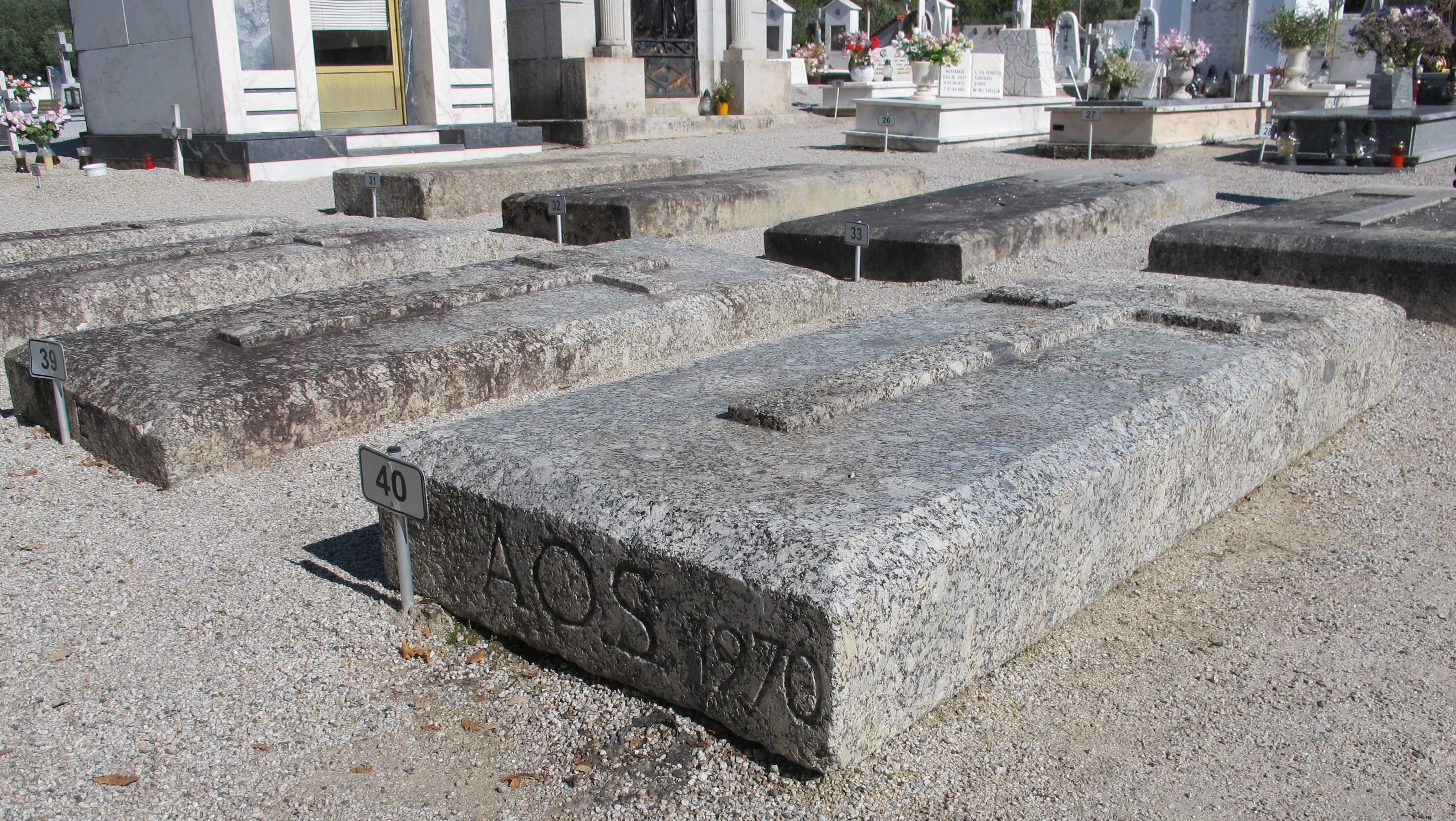
Grafsteen van Salazar op de begraafplaats van Vimieiro
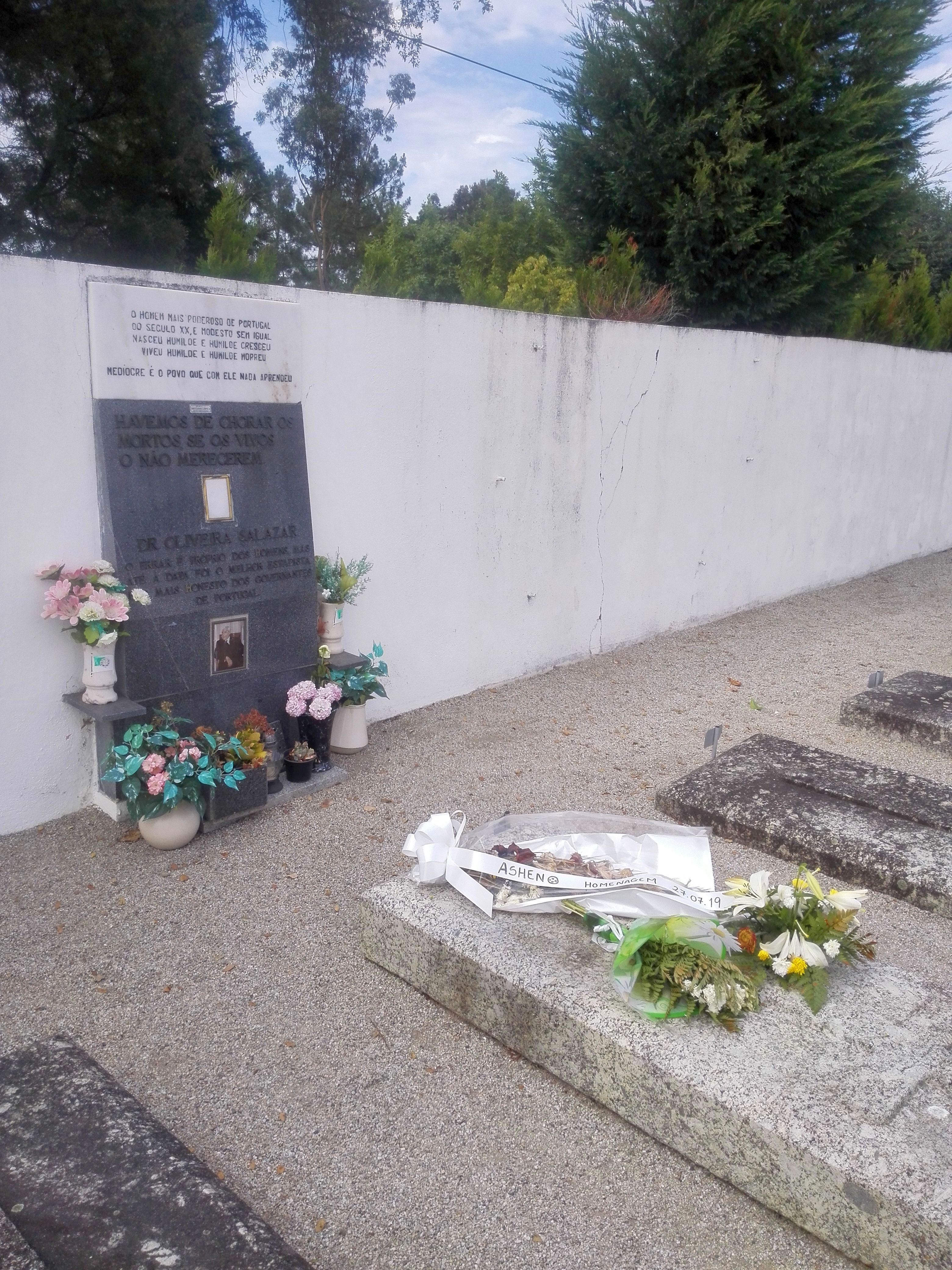
Graf Salazar met eulogieën aan de muur, juli 2019
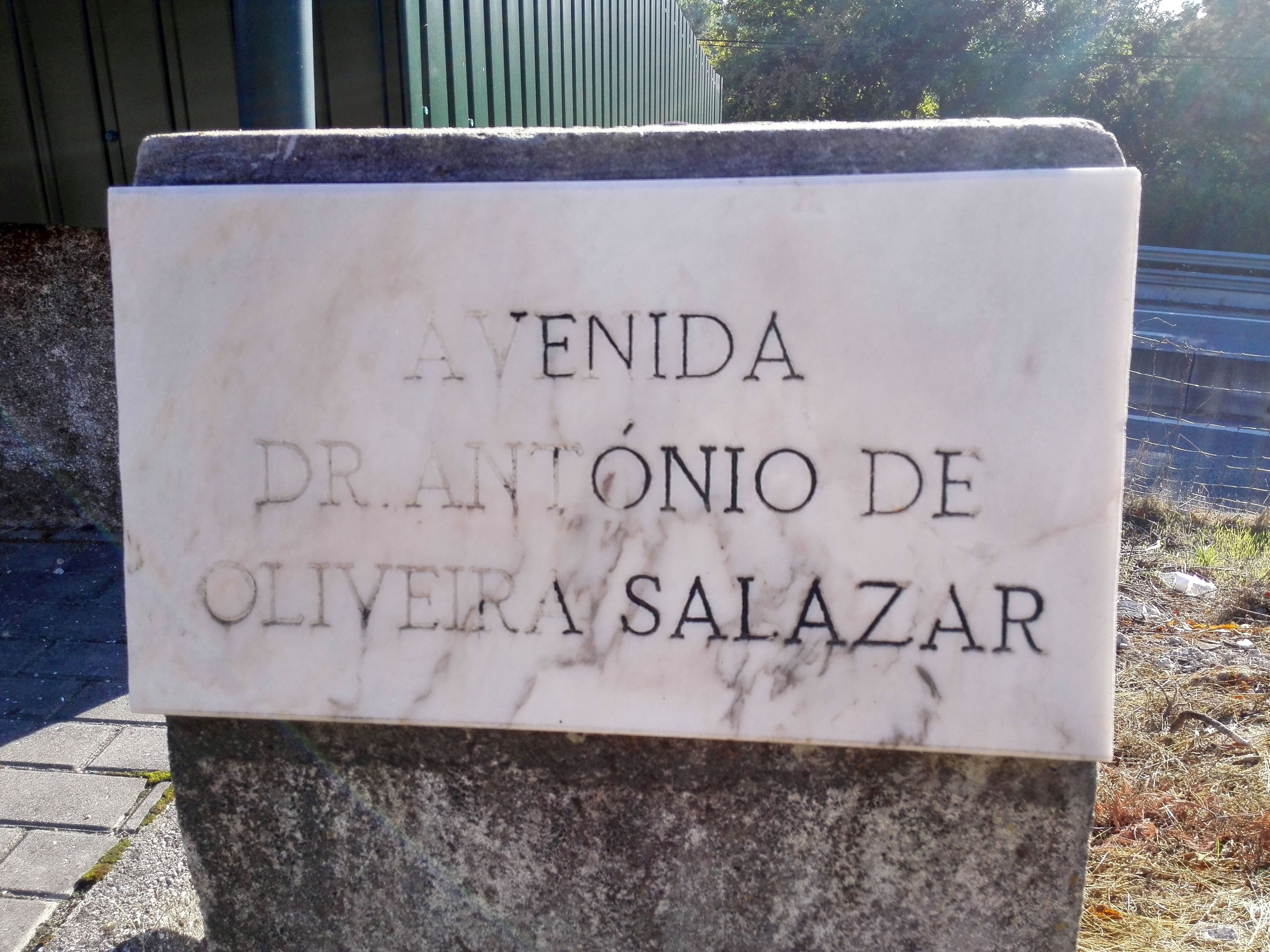
Naambord straat in Vimieiro, Santa Comba Dão
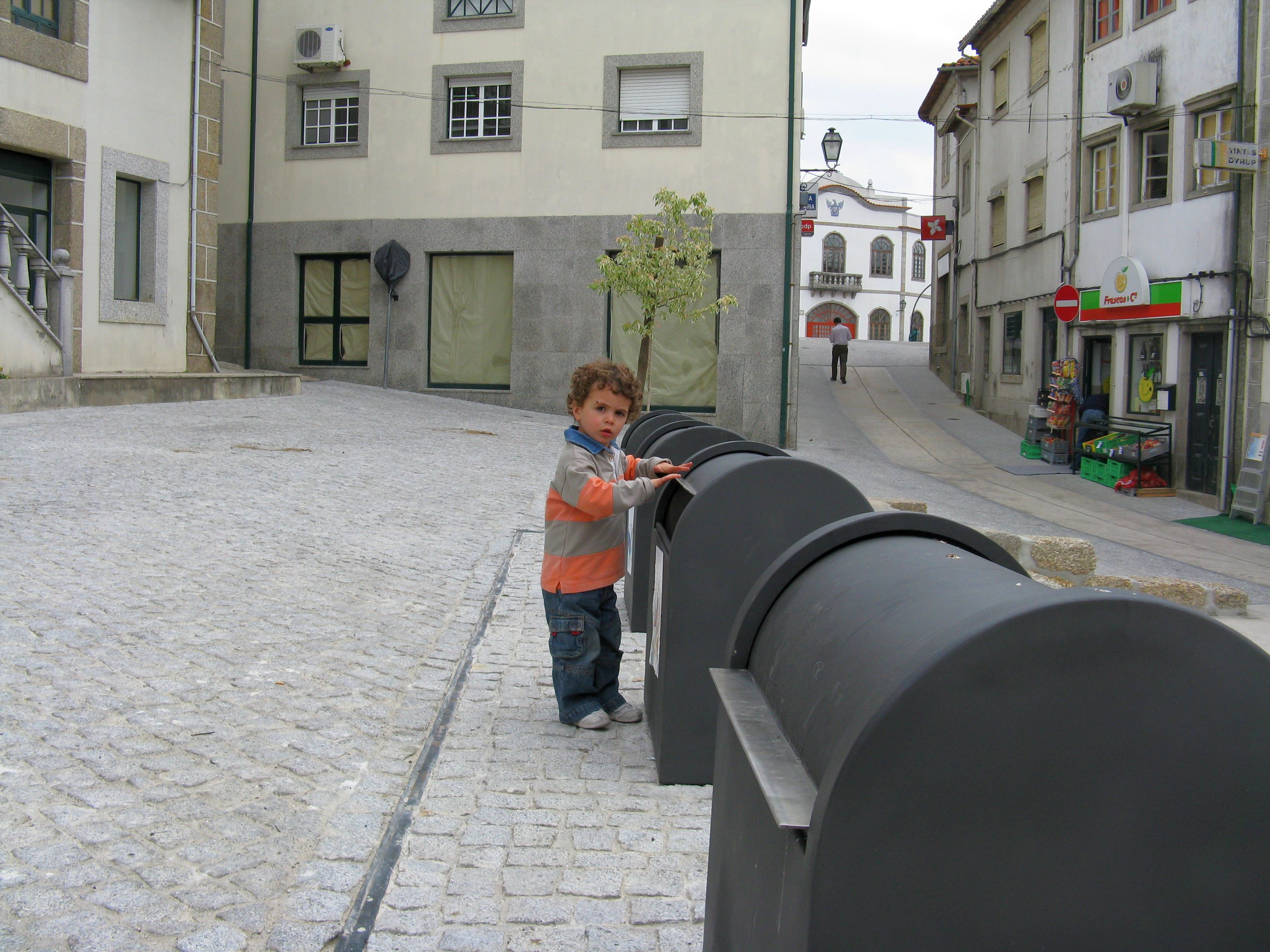
Plein in Santa Comba Dão, genoemd naar Salazar
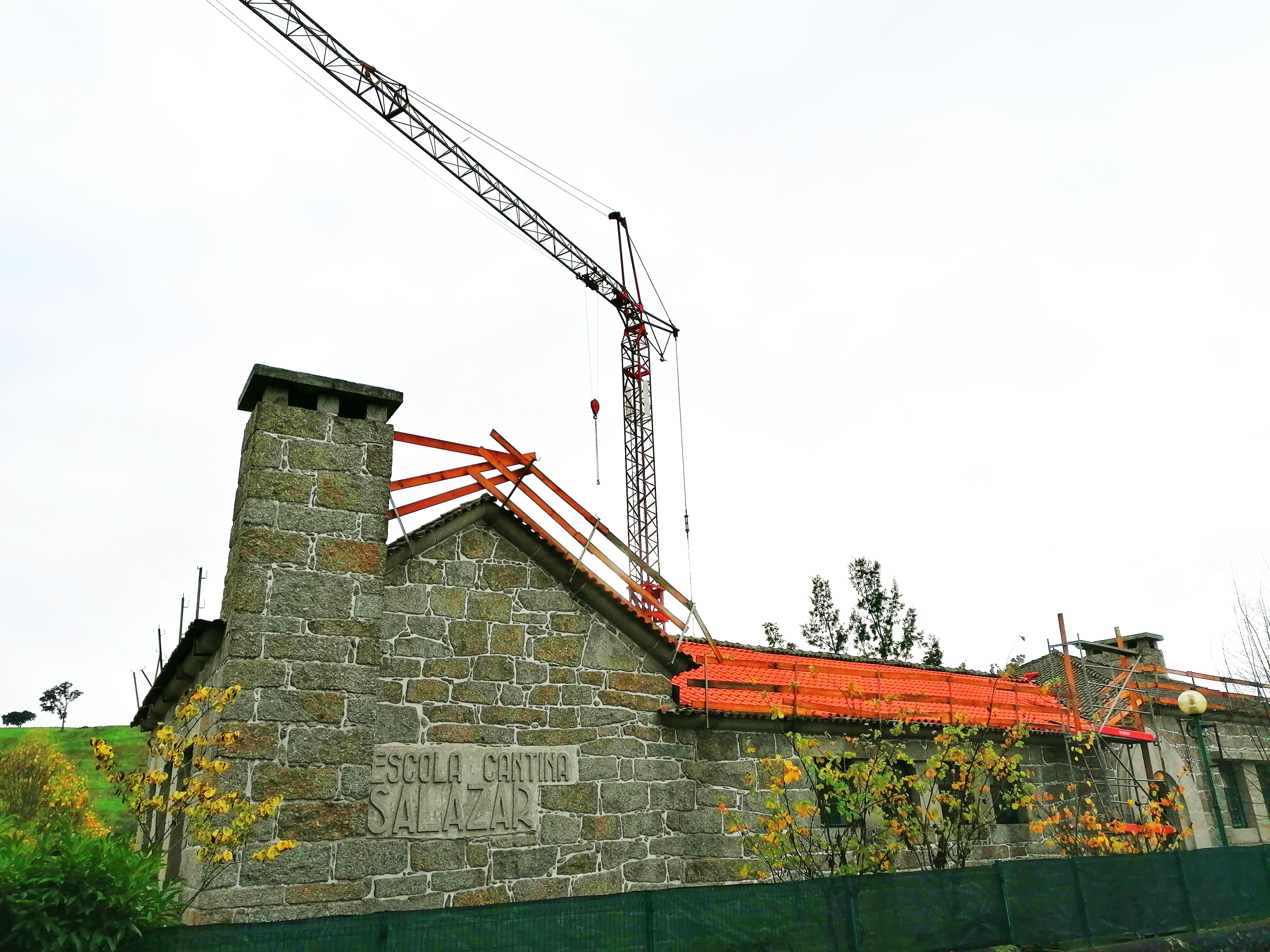
Toekomstig Studiecentrum ‘’Estado Novo’’

- Bibsys: 90523100
- Biblioteca Nacional de España: XX1138995
- Bibliothèque nationale de France: cb11887455d (data)
- Catàleg d'autoritats de noms i títols de Catalunya: 981058513996706706
- CiNii: DA05155547
- Gemeinsame Normdatei: 118750860
- International Standard Name Identifier: 0000 0001 2278 342X
- Library of Congress Control Number: n79114136
- National Archives and Records Administration: 75641023
- Bibliotheek van het Japanse parlement: 00541479
- Nationale Bibliotheek van Tsjechië: ola2005254068
- Nationale bibliotheek van Australië: 35472509
- Nationale Bibliotheek van Israël: 987007267293305171
- Nationale Bibliotheek van Polen: a0000002111372
- Nationale en Universitaire bibliotheek Zagreb: 000772406
- Nederlandse Thesaurus van Auteursnamen: 068946422
- Istituto Centrale per il Catalogo Unico: RAVV046516
- LIBRIS: 234338
- Système universitaire de documentation: 026669897
- Trove: 965476
- Virtual International Authority File: 36913367
- WorldCat: E39PBJycQVDCHGkwgCCYPCxJjC

Manuel de Arriaga · Teófilo Braga · Bernardino Machado · Sidónio Pais · João do Canto e Castro · António José de Almeida · Manuel Teixeira Gomes · Bernardino Machado · Mendes Cabeçadas · Gomes da Costa · António Óscar Carmona · António de Oliveira Salazar · Francisco Craveiro Lopes · Américo Tomás · António de Spinola · Francisco da Costa Gomes · António Ramalho Eanes · Mário Soares · Jorge Sampaio · Aníbal Cavaco Silva · Marcelo Rebelo de Sousa